# Erigeron taylorii
Erigeron taylorii là một loài thực vật có hoa trong họ Cúc. Loài này được Britton & P.Wilson mô tả khoa học đầu tiên năm 1920.